# Golfinho-corcunda-do-atlântico
O golfinho-corcunda-do-atlântico (Sousa teuszii) é um cetáceo da família dos delfinídeos encontrado nas águas costeiras e estuários de grandes rios no oeste africano, do Saara Ocidental aos Camarões e talvez ao norte de Angola.